# Hellbound (album)
Pour les articles homonymes, voir Hellbound.
Albums de Warlock
Burning the Witches
(1984) True as Steel
(1986)
Hellbound est le deuxième album studio du groupe allemand Warlock.

## Liste des titres
| No | Titre            | Auteur                                         | Durée |
| -- | ---------------- | ---------------------------------------------- | ----- |
| 1. | Hellbound        | Pesch, Graf, Szigeti, Rittel, Eurich           | 3:42  |
| 2. | All Night        | Pesch, Graf, Szigeti, Rittel, Eurich, Maué     | 4:06  |
| 3. | Earthshaker Rock | Pesch, Graf, Szigeti, Rittel, Eurich, Staroste | 3:27  |
| 4. | Wrathchild       | Pesch, Graf, Szigeti, Rittel, Eurich           | 3:35  |
| 5. | Down and Out     | Pesch, Graf, Szigeti, Rittel, Eurich, Staroste | 4:06  |
| 6. | Out of Control   | Pesch, Graf, Szigeti, Rittel, Eurich, Maué     | 4:50  |
| 7. | Time to Die      | Pesch, Graf, Szigeti, Rittel, Eurich           | 4:28  |
| 8. | Shout It Out     | Pesch, Graf, Szigeti, Rittel, Eurich           | 4:20  |
| 9. | Catch My Heart   | Pesch, Graf, Szigeti, Rittel, Eurich, Maué     | 4:55  |

## Composition du groupe
- Doro Pesch - chants
- Frank Rittel - basse
- Rudy Graf - guitare
- Peter Szigeti - guitare
- Michael Eurich - batterie